# Jong Un-sim
Jong Un-sim (ur. w 1992) – północnokoreańska lekkoatletka, tyczkarka.

## Osiągnięcia
- brązowy medal azjatyckich igrzyskach młodzieży (Singapur 2009)[1]
- złota medalistka mistrzostw kraju

## Rekordy życiowe
- skok o tyczce – 3,40 (2013) rekord Korei Północnej[2]